# 킹덤 (2007년 영화)
《킹덤》(영어: The Kingdom)은 2007년 공개된 미국의 액션 스릴러 영화이다. 피터 버그가 감독을 맡고, 제이미 폭스, 제니퍼 가너, 크리스 쿠퍼, 제이슨 베이트먼 등이 출연하였다. 사우디아라비아가 배경이며, 1996년의 코바르 타워 폭탄 테러, 2003년 리야드 폭탄 테러, 2004년 코바르 학살을 기반으로 하고 있다.

## 줄거리
사우디아라비아 리야드에서 알카에다 테러리스트들이 미국 석유 회사 사택에 폭탄을 터트려 연방수사국(FBI) 주재관 프랜시스 매너를 비롯한 미국인들과 사우디아라비아인 시민들이 사망한다. 
FBI 특수 요원 로널드 플러리는 법의학 검시관 재닛 메이스, 첩보 분석가 애덤 레빗, 폭탄 전문가 그랜트 사이크스 등으로 구성된 긴급 파견 조사팀을 꾸린다. 리야드에 도착한 조사팀은 유능한 사우디아라비아 경찰청 파리스 알가지 경무관과 공조하게 된다. 
그러나 수사 도중 미국 대사관 부대사 데이먼 슈밋이 나타나 수사팀에게 본국 복귀 명령을 내린다. 미국으로 돌아가기 위해 킹 칼리드 국제공항으로 향하던 수사팀 수송대는 갑작스런 공격을 당하고, 애덤이 납치된다. 납치범들은 애덤의 처형을 촬영할 준비를 시작한다. 

## 출연
- 제이미 폭스 - 특수 요원 로널드 플러리 역
- 크리스 쿠퍼 - 특수 요원 그랜트 사이크스 역
- 제니퍼 가너 - 특수 요원 재닛 메이스 역
- 제이슨 베이트먼 - 특수 요원 애덤 레빗 역
- 아슈라프 바르훔 - 파리스 알가지 경무관 역
- 알리 술라이만 - 하이삼 경사 역
- 제러미 피븐 - 데이먼 슈밋 역
- 리처드 젱킨스 - FBI 국장 로버트 그레이스 역
- 팀 맥그로 - 에런 잭슨 역
- 카일 챈들러 - 특수 요원 프랜시스 "프랜" 매너 역
- 프랜시스 피셔 - 일레인 플라워스 역
- 대니 휴스턴 - 미국 법무부 장관 기디언 영 역
- 켈리 오코인 - 엘리스 리치 역
- 애나 디비어 스미스 - 매리셀라 캐너베이시오 역
- 밍카 켈리 - 로스 양 역
- 트레버 세인트존
- 애슐리 스콧

## 시청 등급
- 대한민국: 청소년 관람불가

## 같이 보기
- 테러와의 전쟁